# Queen's Medal for Chiefs
De Queen's Medal for Chiefs (Nederlands: Medaille van de Koningin voor Stamhoofden) is een onderscheiding van het Verenigd Koninkrijk. De medaille werd in de koloniale periode toegekend aan de stamhoofden van de talloze Afrikaanse, Aziatische, Amerikaanse en Pacifische koloniën en mandaatgebieden die tot het indertijd zeer uitgestrekte  Britse rijk behoorden. De Britse regering achtte hen geen ridderorde waard en daarom werd deze oplossing, een aparte medaille, gevonden. De onderscheiding wordt niet langer uitgereikt.
De onderscheiding werd in 1920 ingesteld. Er zijn medailles geslagen met de kop van George V, George VI en Elizabeth II. In de korte regering van Edward VIII is het niet tot de aanmaak van medailles gekomen. 
De medaille werd gedragen aan een geel lint met twee witte strepen voor de  zilveren medaille en geel met één witte middenstreep voor de verguld zilveren uitvoering.
De medaille is de opvolger van de "Medal for Native Chiefs". De medaille kon aan stamhoofden die geen bovenkleding droegen of een keten bijzonder zouden waarderen aan een zilveren keten worden toegekend, De praktijk om stamhoofden met glimmende opschik in de vorm van een zilveren keten te paaien is al eeuwenoud, een praktijk die wel spottend "kralen en spiegeltjes" werd genoemd. 

## Historische medailles
- In 1920 werd deze medaille als zilveren ovaal van 67 × 50,2 millimeter aan een zilveren keten van 78 centimeter lengte uitgereikt. De langwerpige schakels hadden de vorm van tudorrozen,het koninklijk monogram "GRI" en kronen.

Het ontwerp was van de hand van Sir Bertram Mackennal. Op de voorzijde stond het portret van de Koning-Keizer George V met het rondschrift GEORGE V KING AND EMPEROR. Op de keerzijde stonden een vrachtschip en een slagschip in een tropische haven afgebeeld. Deze medaille werd door de Londense juwelier Harold Stabler geslagen.
- In 1953 werd deze medaille als zilveren ovaal van 67,8 x 50 millimeter aan een zilveren keten van 82 centimeter langte uitgereikt. De langwerpige schakels hadden de vorm van tudorrozen,het koninklijk monogram "EIIR" en kronen.

Op de voorzijde stond het portret van Elizabeth II door Cecil Thomas met het rondschrift QUEEN ELIZABETH THE SECOND. De keerzijde was onveranderd.
- Uit 1953 zijn ovale zilveren medailles aan een geel lint met een brede witte middenstreep bekend. De medailles zijn gemunt volgens het ontwerp van Cecil Thomas (voorzijde) en Sir Bertram Mackennal (keerzijde) maar hebben de afwijkende maat van 49,9 × 33,9 millimeter. Deze medaille werd door de Royal Mint geslagen.